# Durdac e la Requilha
Durdat-Larequille és un municipi francès, situat al departament de l'Alier i a la regió d'Alvèrnia-Roine-Alps. L'any 2007 tenia 1.231 habitants.

## Demografia

### Població
El 2007 la població de fet de Durdat-Larequille era de 1.231 persones. Hi havia 481 famílies de les quals 116 eren unipersonals (50 homes vivint sols i 66 dones vivint soles), 163 parelles sense fills, 163 parelles amb fills i 39 famílies monoparentals amb fills.
La població ha evolucionat segons el següent gràfic:
Habitants censats

### Habitatges
El 2007 hi havia 619 habitatges, 498 eren l'habitatge principal de la família, 57 eren segones residències i 64 estaven desocupats. 610 eren cases i 4 eren apartaments. Dels 498 habitatges principals, 413 estaven ocupats pels seus propietaris, 73 estaven llogats i ocupats pels llogaters i 12 estaven cedits a títol gratuït; 2 tenien una cambra, 22 en tenien dues, 61 en tenien tres, 146 en tenien quatre i 266 en tenien cinc o més. 384 habitatges disposaven pel capbaix d'una plaça de pàrquing. A 184 habitatges hi havia un automòbil i a 277 n'hi havia dos o més.

### Piràmide de població
La piràmide de població per edats i sexe el 2009 era:
| Homes | Edats   | Dones |
| ----- | ------- | ----- |
| 0     | 95 o +  | 4     |
| 0     | 90 a 94 | 4     |
| 4     | 85 a 89 | 4     |
| 12    | 80 a 84 | 12    |
| 36    | 75 a 79 | 48    |
| 20    | 70 a 74 | 40    |
| 20    | 65 a 69 | 40    |
| 20    | 60 a 64 | 12    |
| 20    | 55 a 59 | 32    |
| 52    | 50 a 54 | 56    |
| 60    | 45 a 49 | 32    |
| 28    | 40 a 44 | 48    |
| 28    | 35 a 39 | 48    |
| 32    | 30 a 34 | 24    |
| 40    | 25 a 29 | 28    |
| 24    | 20 a 24 | 8     |
| 52    | 15 a 19 | 32    |
| 44    | 10 a 14 | 40    |
| 16    | 5 a 9   | 8     |
| 48    | 0 a 4   | 12    |

## Economia
El 2007 la població en edat de treballar era de 794 persones, 550 eren actives i 244 eren inactives. De les 550 persones actives 494 estaven ocupades (261 homes i 233 dones) i 55 estaven aturades (23 homes i 32 dones). De les 244 persones inactives 100 estaven jubilades, 74 estaven estudiant i 70 estaven classificades com a «altres inactius».

### Ingressos
El 2009 a Durdat-Larequille hi havia 518 unitats fiscals que integraven 1.271 persones, la mediana anual d'ingressos fiscals per persona era de 17.699 €.

### Activitats econòmiques
Dels 39 establiments que hi havia el 2007, 1 era d'una empresa alimentària, 9 d'empreses de construcció, 9 d'empreses de comerç i reparació d'automòbils, 3 d'empreses de transport, 4 d'empreses d'hostatgeria i restauració, 1 d'una empresa immobiliària, 5 d'empreses de serveis, 3 d'entitats de l'administració pública i 4 d'empreses classificades com a «altres activitats de serveis».
Dels 16 establiments de servei als particulars que hi havia el 2009, 1 era una oficina de correu, 3 tallers de reparació d'automòbils i de material agrícola, 1 autoescola, 1 guixaire pintor, 4 fusteries, 1 lampisteria, 1 electricista, 1 perruqueria i 3 restaurants.
Dels 2 establiments comercials que hi havia el 2009, 1 era una botiga de menys de 120 m² i 1 una fleca.
L'any 2000 a Durdat-Larequille hi havia 31 explotacions agrícoles que ocupaven un total de 1.358 hectàrees.

## Equipaments sanitaris i escolars
El 2009 hi havia una escola elemental.

## Poblacions més properes
El següent diagrama mostra les poblacions més properes.